# Bandera de Valonia
El gallo atrevido o gallo valón (en francés: coq hardi "gallo audaz"; en valón:Walon cok "gallo valón") es el emblema de Valonia y de la Comunidad Francesa de Bélgica, presente en la bandera y el escudo de la región. Se trata de un gallo atrevido de gules (rojo heráldico), el término atrevido se refiere a la posición levantada de su pierna derecha y su boca cerrada, sobre un fondo de oro (amarillo heráldico). Los colores fueron tomados de la bandera de la ciudad de Lieja. La bandera también es utilizado por el Movimiento valón.

## Historia

El gallo atrevido en el escudo de Valonia

La cuestión de una bandera valona se presenta hacia 1898, conjuntamente con la bandera nacional de Bélgica de 1830. No fue sino hasta 1905 que Charles-J. Comhaire, fundador de "Le Vieux-Liège" y miembro de la Liga valona de Lieja, reanudó esta idea por su cuenta. Dentro de la Liga, el debate se centró en 1902 en las características de la bandera propia de la Liga: De Warsage había propuesto una pequeña roja y amarilla; Una muy grande adornada por los escudos de las ciudades de Valonia, defendía Comhaire.
Sin embargo, el 2 de octubre de 1905 se llevó a cabo en Lieja en un importante congreso valón. Durante la sesión, Paul Gahide, periodista de Tournai, plantea en sesión pública la cuestión de la elección de una bandera para Valonia. A pesar de que cuenta con el apoyo del influyente Chainaye Héctor, su propuesta no suscita entusiasmo. En diciembre de 1907, un corresponsal del "Réveil wallon" propone usar al gallo francés  como un símbolo parlante de Valonia. Esta sugerencia se abrió camino en los próximos meses. El 2 de abril de 1913, aparece la representación gráfica primera conocida del gallo valón, parece haber sido un dibujo a pluma adornando el programa del festival de caridad organizado por la Unión de Mujeres de Valonia en el Teatro Real de Lieja. El pintor Georges Faniel también realiza otra versión del "gallo atrevido" para una reunión de la Amistad francesa (29 de mayo de 1913). Se sabe poco de su difusión en las comunidades valonas, ya que no pudo resistir a la creación de Pierre Paulus, estéticamente superior.
El 3 de julio de 1991, la Comunidad francesa adoptó por decreto la bandera de Valonia como su símbolo, confirmando por decreto mayor de la antigua Comunidad Cultural Francesa de Bélgica el 20 de julio de 1975. El 15 de julio de 1998, la Bandera de Valonia fue reconocida oficialmente como la bandera de Valonia por la Región Valona.